# Olympische Sommerspiele 1968/Leichtathletik – Diskuswurf (Frauen)
Der Diskuswurf der Frauen bei den Olympischen Spielen 1968 in Mexiko-Stadt wurde am 18. Oktober 1968 im Estadio Olímpico Universitario ausgetragen. Fünfzehn Athletinnen nahmen teil.
Olympiasiegerin wurde die Rumänin Lia Manoliu. Sie gewann vor Liesel Westermann aus der Bundesrepublik Deutschland und der Ungarin Jolán Kleiber-Kontsek.
Neben der Medaillengewinnerin startete auch Brigitte Berendonk für die Bundesrepublik Deutschland (offiziell Deutschland). Sie wurde Achte.

Die DDR – offiziell Ostdeutschland – wurde durch Anita Otto, Christine Spielberg und Karin Illgen vertreten. Otto erreichte Platz vier, Spielberg Rang sieben und Illgen wurde Zehnte.

Athletinnen aus der Schweiz, Österreich und Liechtenstein nahmen nicht teil.

## Rekorde

### Bestehende Rekorde

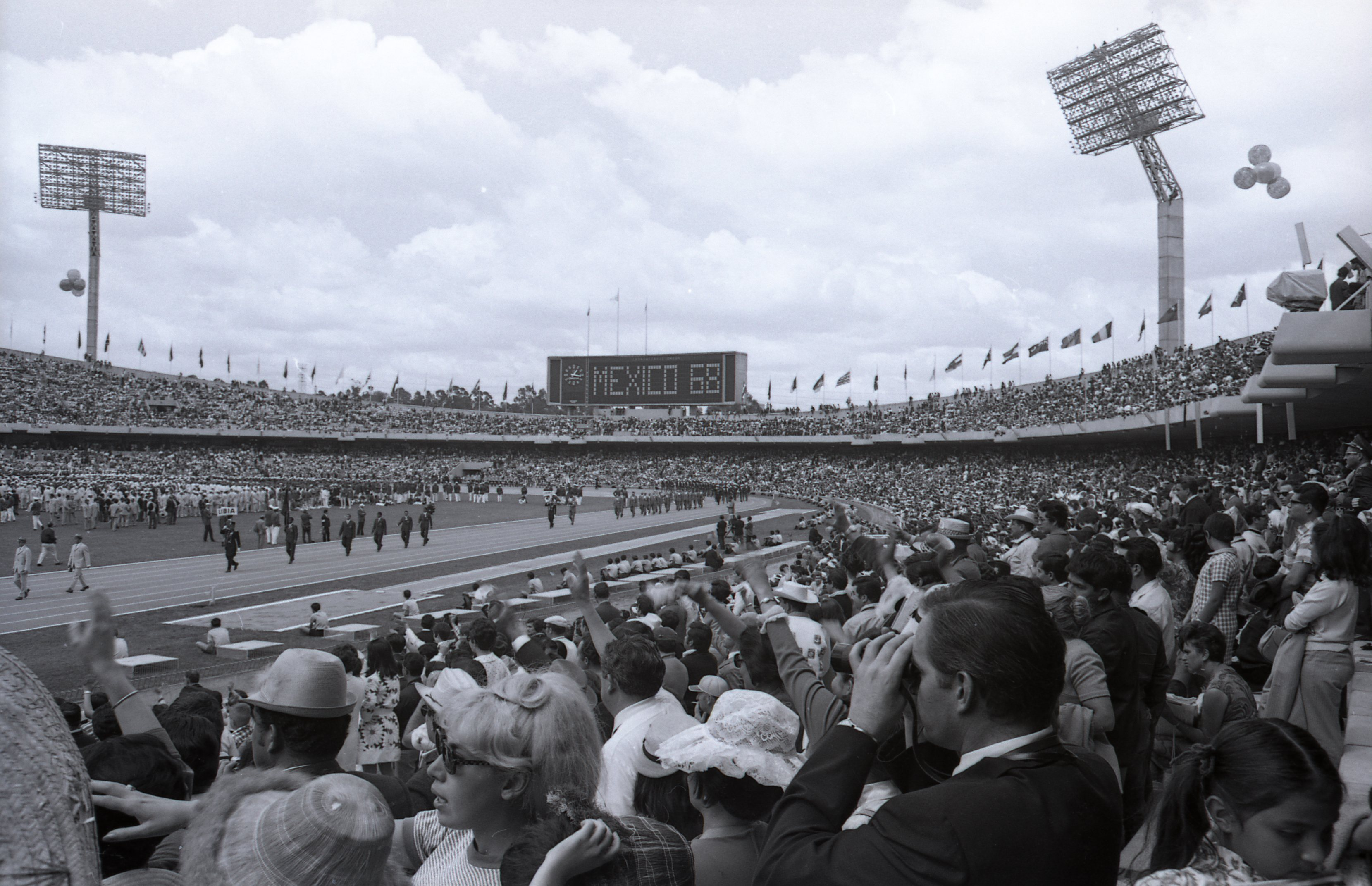
Das Olympiastadion während der Eröffnungsfeier 1968

| Weltrekord         | 62,54 m | Liesel Westermann ( BR Deutschland) | Werdohl, BR Deutschland (heute Deutschland) | 24. Juli 1968    |
| Olympischer Rekord | 57,27 m | Tamara Press ( Sowjetunion)         | Finale OS Tokio, Japan                      | 19. Oktober 1964 |

### Rekordverbesserung
Die rumänische Olympiasiegerin Lia Manoliu verbesserte den bestehenden olympischen Rekord im Finale am 18. Oktober um 1,01 m auf 58,28 m. Den Weltrekord verfehlte sie damit um 4,26 m.

## Durchführung des Wettbewerbs
Fünfzehn Athletinnen traten am 18. Oktober um 15:30 Uhr (Ortszeit Mexiko-Stadt (UTC −6) zum Wettkampf an. Aufgrund der geringen Zahl der Teilnehmerinnen wurde auf eine Qualifikationsrunde verzichtet. Jede Werferin hatte zunächst drei Versuche. Erstmals konnten die besten acht – und nicht wie bis 1964 die besten sechs – Athletinnen anschließend drei weitere Versuche durchführen.

## Legende
Kurze Übersicht zur Bedeutung der Symbolik – so üblicherweise auch in sonstigen Veröffentlichungen verwendet:
| – | verzichtet |
| x | ungültig   |

## Finale
Datum: 18. Oktober 1968, 15:30 Uhr
| Platz | Name                        | Nation         | 1. Versuch | 2. Versuch | 3. Versuch | 4. Versuch                                  | 5. Versuch                                  | 6. Versuch                                  | Endresultat | Anmerkung |
| ----- | --------------------------- | -------------- | ---------- | ---------- | ---------- | ------------------------------------------- | ------------------------------------------- | ------------------------------------------- | ----------- | --------- |
| 1     | Lia Manoliu                 | Rumänien       | 58,28 m OR | x          | –          | x                                           | 46,82 m                                     | x                                           | 58,28 m     | OR        |
| 2     | Liesel Westermann           | BR Deutschland | 54,02 m    | 57,76 m    | x          | 55,78 m                                     | x                                           | x                                           | 57,76 m     |           |
| 3     | Jolán Kleiber-Kontsek       | Ungarn         | 54,90 m    | 54,24 m    | x          | x                                           | x                                           | x                                           | 54,90 m     |           |
| 4     | Anita Otto                  | DDR            | 54,40 m    | 54,10 m    | 53,88 m    | x                                           | 51,16 m                                     | 52,34 m                                     | 54,40 m     |           |
| 5     | Antonina Popowa             | Sowjetunion    | 53,42 m    | 53,12 m    | 51,40 m    | 52,60 m                                     | 52,86 m                                     | x                                           | 53,42 m     |           |
| 6     | Olga Connolly               | USA            | x          | 52,96 m    | 50,74 m    | x                                           | x                                           | 50,40 m                                     | 52,96 m     |           |
| 7     | Christine Spielberg         | DDR            | 52,86 m    | x          | 52,86 m    | x                                           | 52,62 m                                     | 49,80 m                                     | 52,86 m     |           |
| 8     | Brigitte Berendonk          | BR Deutschland | 52,80 m    | 49,66 m    | 46,90 m    | x                                           | x                                           | 50,46 m                                     | 52,80 m     |           |
|       |                             |                |            |            |            |                                             |                                             |                                             |             |           |
| 9     | Ljudmila Murawjowa          | Sowjetunion    | 51,80 m    | 52,26 m    | 50,20 m    | nicht im Finale der besten acht Werferinnen | nicht im Finale der besten acht Werferinnen | nicht im Finale der besten acht Werferinnen | 52,26 m     |           |
| 10    | Karin Illgen                | DDR            | 50,40 m    | x          | 52,08 m    | nicht im Finale der besten acht Werferinnen | nicht im Finale der besten acht Werferinnen | nicht im Finale der besten acht Werferinnen | 52,08 m     |           |
| 11    | Judit Stugner               | USA            | 42,12 m    | 51,38 m    | 52,08 m    | nicht im Finale der besten acht Werferinnen | nicht im Finale der besten acht Werferinnen | nicht im Finale der besten acht Werferinnen | 52,08 m     |           |
| 12    | Daschdsewegiin Namdschilmaa | Mongolei       | 50,76 m    | x          | 49,00 m    | nicht im Finale der besten acht Werferinnen | nicht im Finale der besten acht Werferinnen | nicht im Finale der besten acht Werferinnen | 50,76 m     |           |
| 13    | Olimpia Cataramă            | Rumänien       | x          | 47,50 m    | 50,20 m    | nicht im Finale der besten acht Werferinnen | nicht im Finale der besten acht Werferinnen | nicht im Finale der besten acht Werferinnen | 50,20 m     |           |
| 14    | Carol Moseke                | USA            | 48,28 m    | 44,78 m    | 44,04 m    | nicht im Finale der besten acht Werferinnen | nicht im Finale der besten acht Werferinnen | nicht im Finale der besten acht Werferinnen | 48,28 m     |           |
| 15    | Jean Roberts                | Australien     | 36,56 m    | 46,26 m    | x          | nicht im Finale der besten acht Werferinnen | nicht im Finale der besten acht Werferinnen | nicht im Finale der besten acht Werferinnen | 46,26 m     |           |
| DNS   | Mary McNeil                 | Jamaika        |            |            |            |                                             |                                             |                                             |             |           |
| DNS   | Judit Bognár                | Ungarn         |            |            |            |                                             |                                             |                                             |             |           |

Als Favoritin galt vor allem die bundesdeutsche Weltrekordlerin Liesel Westermann. Als ihre Hauptkonkurrentin galt die Europameisterin von 1966 Christine Spielberg aus der DDR. Ergänzt wurde der Kreis der Medaillenanwärterinnen durch Lia Manoliu aus Rumänien. Sie trat schon zum fünften Mal bei Olympischen Spielen an und konnte einige Erfolge vorweisen: 1952 Sechste, 1956 Neunte, 1960 und 1964 jeweils Bronzemedaillengewinnerin. Manoliu mit 36 Jahren und Olga Connolly mit 35 Jahren, Olympiasiegerin von 1956 unter ihrem damaligen Namen Olga Fikotová, waren die mit Abstand ältesten Starterinnen in diesem Wettbewerb.
Schon in der ersten Runde warf Lia Manoliu den Diskus zu einem neuen Olympiarekord, der ihr den Olympiasieg brachte. Die Ungarin Jolán Kleiber-Kontsek lag nach diesem ersten Durchgang vor Anita Otto aus der DDR, Westermann und Spielberg auf Platz zwei. Im zweiten Versuch zog Westermann an der Ungarin vorbei, Otto rutschte auf Platz vier, die sowjetische Werferin Antonina Popowa auf Platz fünf. Connolly konnte sich nach einem Fehlversuch in Runde eins nun vor Spielberg auf Platz sechs einreihen. An diesem Klassement änderte sich bis zum Schluss nichts mehr – und das hatte seinen Grund: Schon zu Beginn des zweiten Durchgangs begann es zu regnen, und dieser Regen wurde immer stärker. Das führte dazu, dass der Wurfring immer rutschiger wurde, sodass die Werferinnen keinen Halt mehr fanden für ihre schnellen Drehungen. Wer nicht spätestens im zweiten Versuch einen guten Wurf zustande gebracht hatte, war anschließend chancenlos, auf eine ansprechende Weite zu kommen.
Lia Manoliu errang den ersten rumänischen Olympiasieg in dieser Disziplin.

Jolán Kleiber-Kontsek gewann die erste ungarische Medaille im Diskuswurf der Frauen.

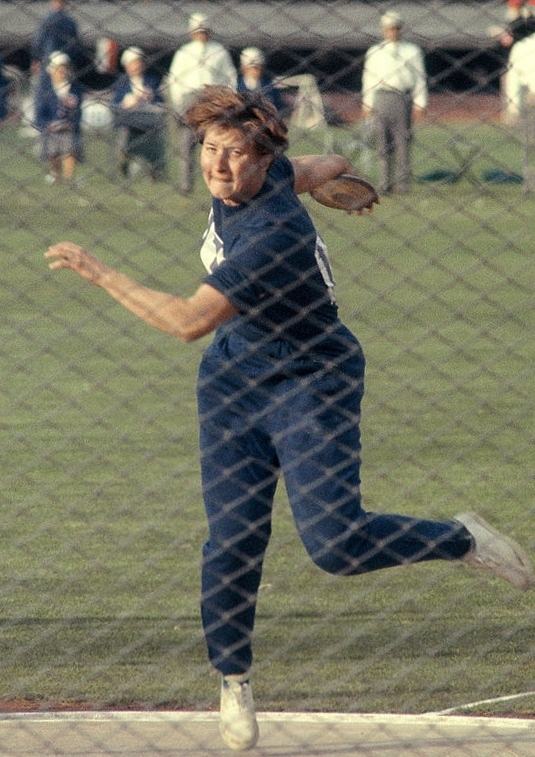
Überraschungsolympiasiegerin Lia Manoliu
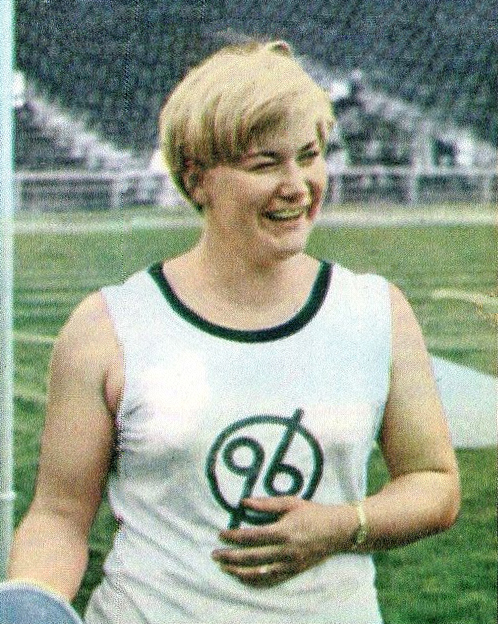
Favoritin Liesel Westermann gewann die Silbermedaille
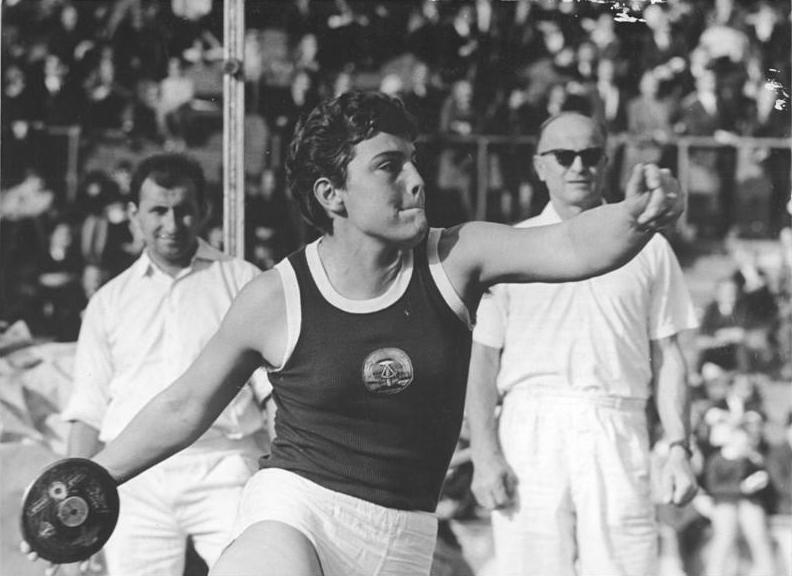
Platz vier für Anita Otto

Die sechstplatzierte Olga Connolly hatte unter ihrem damaligen Namen Olga Fikotová 1956 Olympiagold gewonnen
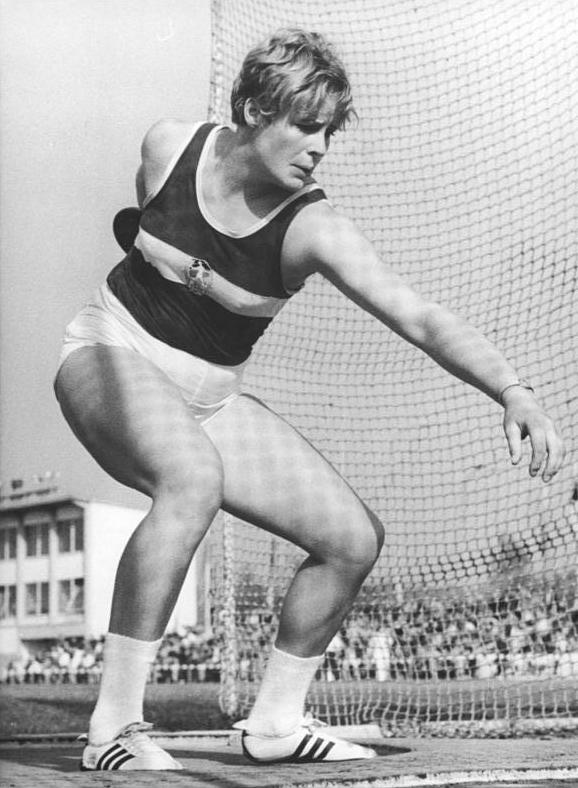
Karin Illgen erreichte Platz zehn